# Haworthia monticola
Haworthia monticola är en grästrädsväxtart som beskrevs av Henry Georges Fourcade. Haworthia monticola ingår i släktet Haworthia och familjen grästrädsväxter.

## Underarter
Arten delas in i följande underarter:
- H. m. asema
- H. m. monticola